# Piz Chavalatsch
Piz Chavalatsch (2.763 m) es una montaña en la sierra de Ortler de los Alpes de Suiza oriental y norte de Italia. Forma la frontera entre el cantón suizo de los Grisones y la provincia italiana de Bolzano-Bozen.
El punto más oriental de Suiza está ubicado en Piz Chavalatsch h. 46°36′55.1″N 10°29′31.3″E / 46.615306, 10.492028 (Sistema de coordenadas suizo (Swiss Grid): 833841/166938).